# U-Bahnhof Richard-Wagner-Platz

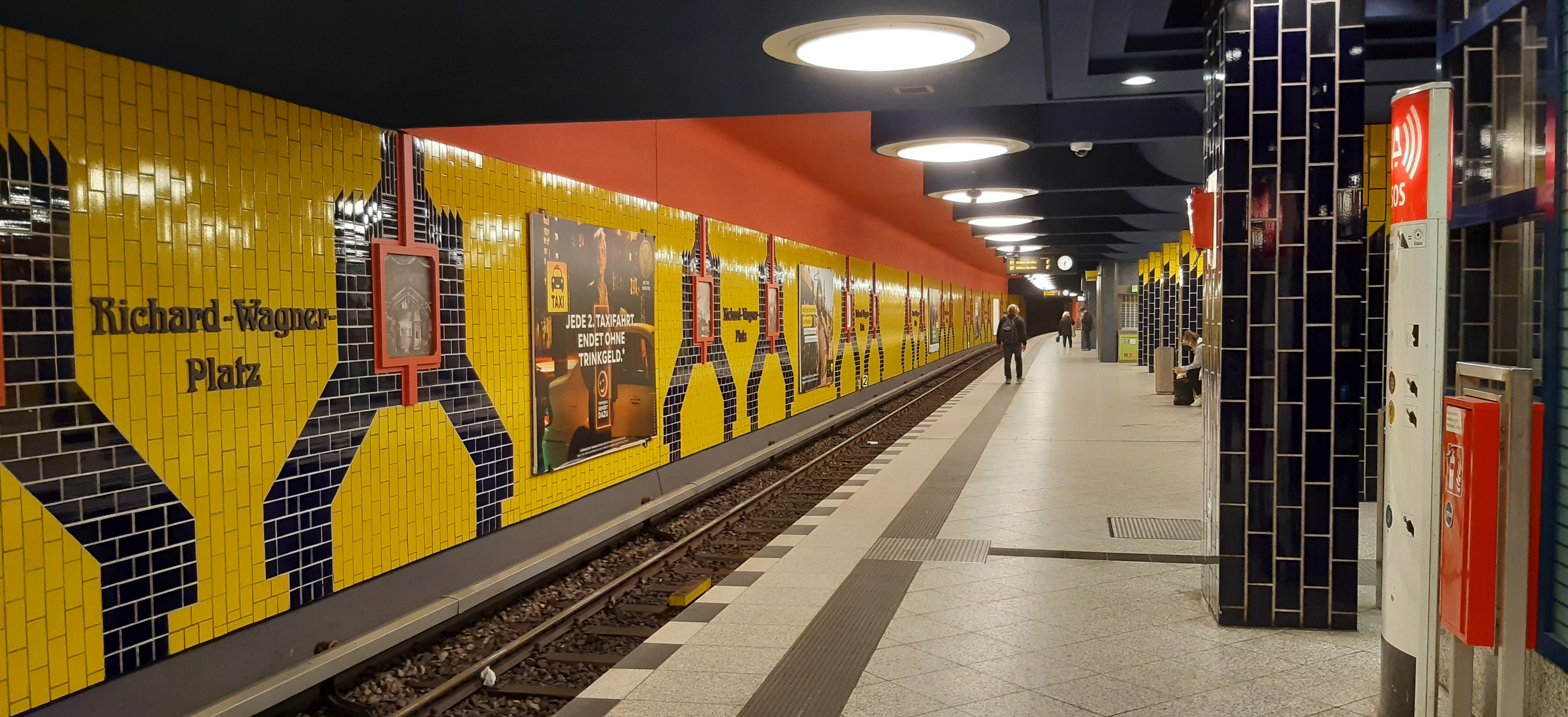
Bahnsteig (2022)

Der heutige U-Bahnhof Richard-Wagner-Platz ist eine Station der Berliner U-Bahn-Linie U7 im Ortsteil Charlottenburg des Bezirks Charlottenburg-Wilmersdorf. Der erste Bahnhof an diesem Standort ging am 14. Mai 1906 unter dem Namen Wilhelmplatz – benannt nach König Friedrich Wilhelm I. – in Betrieb. Der heutige Bahnhof wurde am 28. April 1978 eröffnet. Der Bahnhof wird im Bahnhofsverzeichnis der BVG unter dem Kürzel Rw geführt. Eingänge finden sich direkt am Richard-Wagner-Platz.

## Geschichte

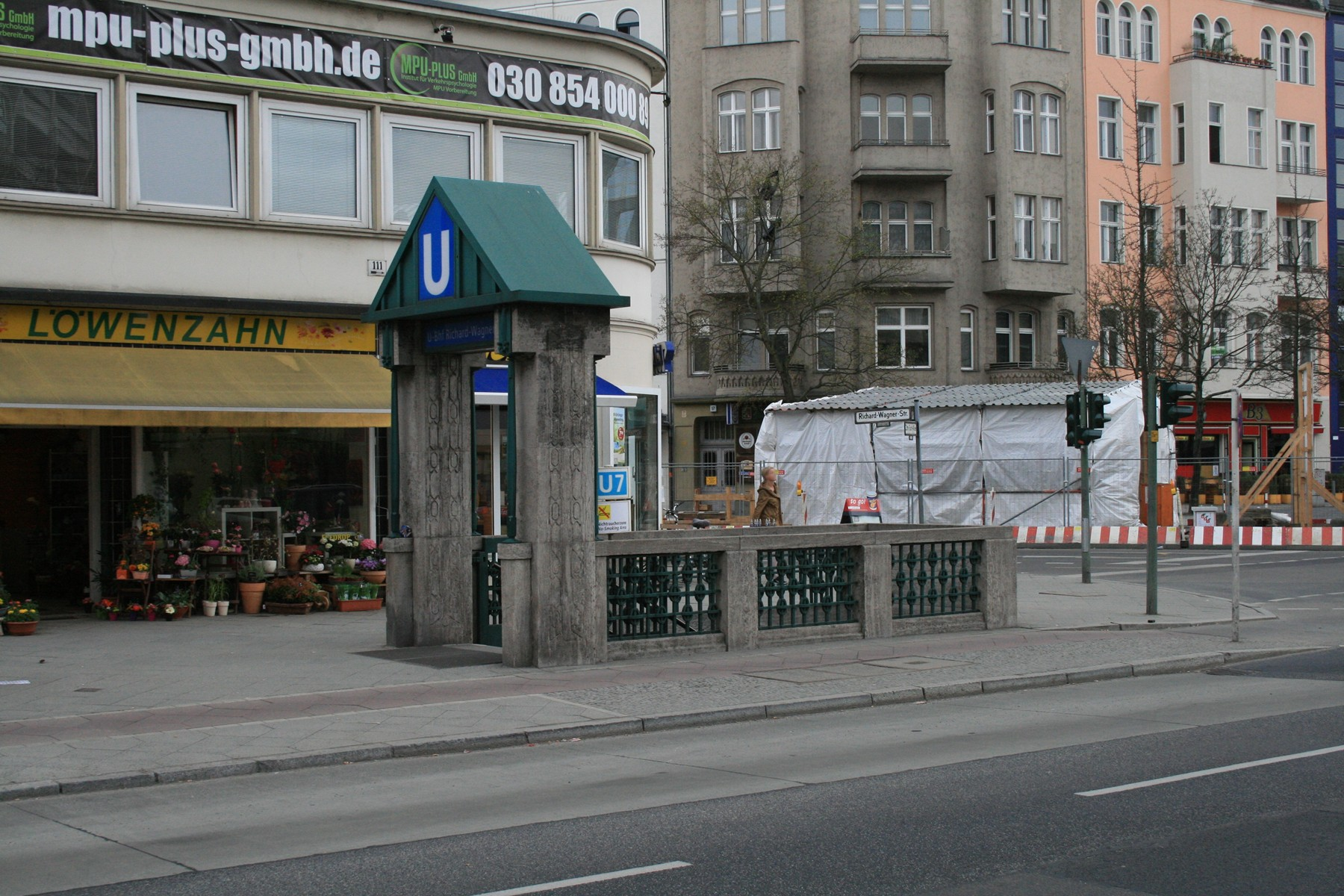
Erhaltener, versetzter Zugang des alten Bahnhofes

### Erster Bahnhof

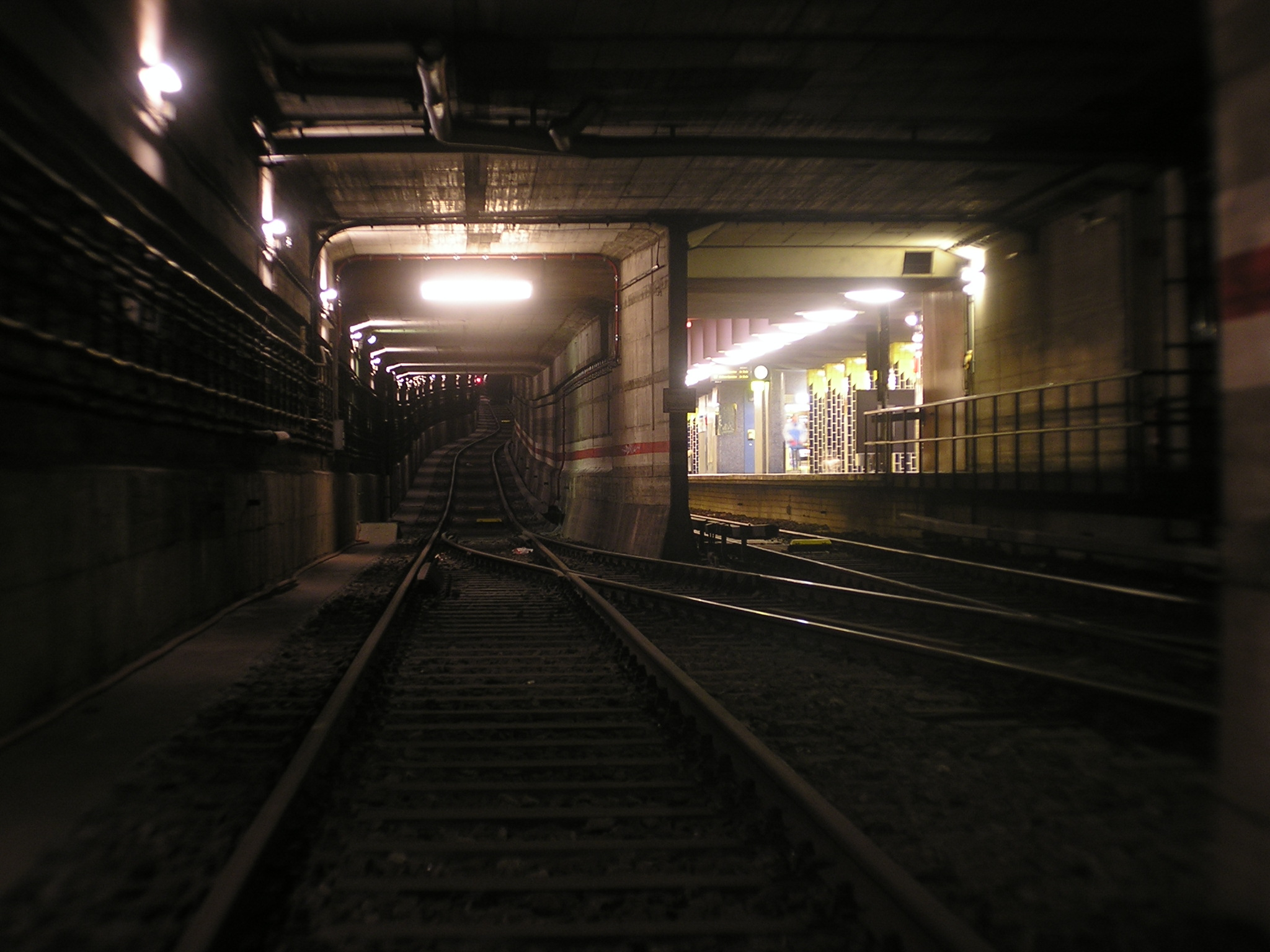
Verbindungstunnel zur Linie U2

Der Bahnhof Wilhelmplatz war zunächst Endstation der Verlängerung vom Knie (heute: Ernst-Reuter-Platz) über Bismarckstraße (heute: Deutsche Oper). Er wurde von Alfred Grenander als Kopfbahnhof mit drei Gleisen errichtet. Am 1. Februar 1935 wurde er in Richard-Wagner-Platz umbenannt.
Am 2. Mai 1970 wurde der Bahnhof außer Betrieb genommen, in den Jahren zuvor pendelte nur noch ein Kurzzug zwischen Deutsche Oper und Richard-Wagner-Platz als eigenständige Linie, die ab 1966 Linie 5 genannt wurde. Der U-Bahnhof wurde 1974 abgerissen, aber der im Kleinprofil errichtete Tunnel unter der Richard-Wagner-Straße existiert heute noch und ist mit dem Großprofiltunnel der Linie U7 verbunden. Er wird vorwiegend für Überführungsfahrten genutzt. Zu besonderen Anlässen wird er interessierten Besuchern zugänglich gemacht. Auch ein Zugang ist erhalten geblieben und wurde in die neue Bahnhofsanlage einbezogen.

### Neubau
Am 28. April 1978 wurde die damalige Linie 7 vom seinerzeitigen Endpunkt Fehrbelliner Platz zum Richard-Wagner-Platz verlängert. Der neue Mittelbahnsteig entstand nach den Plänen von Rainer G. Rümmler. In der nördlichen Verteilerhalle sind Szenenbilder mit Figuren verschiedener Opern von Richard Wagner an Wänden und Säulen angebracht. Zwei der Bilder befinden sich in der südlichen Verteilerhalle. Die Mosaiken im byzantinischen Stil entstanden 1903 von einem bis heute unbekannten Künstler und waren ursprünglich im Minnesängersaal des Hotels Alt Bayern in der Potsdamer Straße angebracht.
Im Juni 2014 konnte ein Aufzug in Betrieb genommen werden. Der Bahnhof ist seitdem barrierefrei zugänglich. Rund 1,6 Millionen Euro wurden hierfür investiert. Ende 2018 wurde der Bahnhof zusammen mit zwölf weiteren Stationen als Zeitzeuge für den West-Berliner U-Bahn-Bau der 1960er und 1970er Jahre unter Denkmalschutz gestellt.

## Anbindung
| Linie | Verlauf |
| ----- | --- |
|       | Rathaus Spandau – Altstadt Spandau – Zitadelle – Haselhorst – Paulsternstraße – Rohrdamm – Siemensdamm – Halemweg – Jakob-Kaiser-Platz – Jungfernheide – Mierendorffplatz – Richard-Wagner-Platz – Bismarckstraße – Wilmersdorfer Straße – Adenauerplatz – Konstanzer Straße – Fehrbelliner Platz – Blissestraße – Berliner Straße – Bayerischer Platz – Eisenacher Straße – Kleistpark – Yorckstraße – Möckernbrücke – Mehringdamm – Gneisenaustraße – Südstern – Hermannplatz – Rathaus Neukölln – Karl-Marx-Straße – Neukölln – Grenzallee – Blaschkoallee – Parchimer Allee – Britz-Süd – Johannisthaler Chaussee – Lipschitzallee – Wutzkyallee – Zwickauer Damm – Rudow |

Am U-Bahnhof bestehen Umsteigemöglichkeiten von der Linie U7 zur Omnibuslinie M45 der BVG.